# 마리아 에마누엘 폰 마이센 변경백
마리아 에마누엘 폰 작센은 프리드리히 크리스티안과 헬레네 폰 트룬탁시스 사이에서 장남으로 태어나, 1968년에 이름뿐인 작센 왕위를 계승하였다. 그러나, 그는 후사가 없어 현재 작센 왕위 계승 순위 1위는 알베르트 폰 작센이다.